# Little Munden
Little Munden est une paroisse civile du Hertfordshire, en Angleterre.